# دارين طاطور
دارين طاطور (1982-) هي شاعرة ومصورة وناشطة سياسية واجتماعية فلسطينية ولدت في قرية الرينة قضاء الناصرة، أنهت الثانوية العامة في بلدتها ثم درست موضوع الهندسة والبرمجة ومن ثم الإعلام والاخراج السينمائي. في عام 2019، حصلت على جائزة أوكسفام نوفيب لحرية التعبير.

## اعتقالها وسجنها
في 11 أكتوبر 2015، اعتقلت سلطات الاحتلال الإسرائيلية دارين بسبب قصيدة كتبتها ضد الاحتلال بعنوان "قاوم يا شعبي" ونشرتها في مواقع الاتصال الاجتماعي، ودامت محاكمتها بتهمة التحريض على العنف والإرهاب وتأييد منظمة إرهابية ثلاث سنوات متتالية قضتها ما بين السجن والاعتقال البيتي والمنفى والإقامة الجبرية، وحكم عليها في النهاية بالسجن لفترة خمسة شهور.
تحولت قضية دارين إلى قضية رأي عام لحرية التعبير والملاحقات السياسية للفنانين والكتاب والشعراء. قالت هيئة الإذاعة البريطانية إن قضية الشاعرة أصبحت سببًا في شهرة المدافعين عن حرية التعبير، ولفتت الانتباه إلى الارتفاع الأخير في الاعتقالات الإسرائيلية للفلسطينيين المتهمين بالتحريض. كما دعمت منظمة القلم الدولية INTERNATIONAL PEN بشكل مستمر قضيتها، قائلة إن محاكمتها "تعتمد على سوء فهم لأعمالها عن عمد وهي هجوم غير مقبول على حرية التعبير. من أبرز المنظمات الداعمين لها أيضًا منظمة صوت يهودي من أجل السلام وعدالة نيويورك. تحررت من السجن في تاريخ 21 أيلول 2018.
واصلت دارين في النشاط السياسي، حيث شاركت في تظاهرات أمام سجن الدامون للمطالبة بإطلاق سراح الأسرى المعتقلات مثل الأسيرة مي مصاروة من بلدة الطيبة داخل فلسطين المحتلة أراضي عام 48.

## أعمالها الأدبية والفنية
تمتاز أعمالها الأدبية والفنية سردًا مزدوجًا، حيث تدمج بين الشعر والكتابة والتصوير وتهتم أعمالها بالسياسة وبالقمع الذي يتعرض له شعبها الفلسطيني، وأيضًا عن اضطهاد النساء في ظل وجودهن بمجتمع أبوي. كما تنادي من أجل كسر صمت النساء عن التحرشات والاعتداءات الجنسية والعنف ضدهن.
أصدرت عام 2010 ديوان "الغزو الأخير"، وتُرجم عدد من أشعارها إلى الإنجليزية والعبرية. كتبت في السجن مسرحية اسمها: "أنا دارين طاطور" التي تتحدث عن تجربتها في سجن الاحتلال، وقد عرضت المسرحية في أكتوبر 2018 ومازالت تعرض إلى اليوم باللغتين العبرية والإنجليزية في عدة أماكن في فلسطين المحتلة وفي الخارج. كما كتبت عام عام 2019 مسرحية "قصيدتي الخطرة".
على مدار السنوات أقامت عدة معارض فوتوغرافية باسم «عن بلدي احكيلي» والذي توثق به القرى المهجرة الفلسطينية عام 1948 والأحداث المختلفة التي تحدث في فلسطين، سواء السياسية منها أو الاجتماعية أو الفنية.
أقامت معرضًا فوتوغرافيًا بعنوان أنا، أسيرة رقم 9022438 والذي توثق به مراحل وجودها في الاعتقال والإقامة الجبرية، أثارت من خلاله قضية الاعتقال البيتي والإقامة الجبرية للإنسان الفلسطيني من قبل سلطات الاحتلال الإسرائيلية.

## جوائز
نالت دارين العديد من الجوائز منها:
- جائزة مجلة «العين» لدعم الفنانين الملاحقين سياسيًا، عام 2015.
- جائزة الشاعر الدنماركي شارل تشارنبرج، عام 2016.
- جائزة يوم الترجمة العالمي حيث تم ترجمة قصائدها لأكثر من 20 لغة في العالم من تنظيم منظمة القلم الدولية التي تبنت قضيتها، عام 2017.
- جائزة حرية التعبير من منظمة اوكسفوم نوفيب والقلم الدولية في هولندا، عام 2019.